# 中見哲
中見 哲(1947年 - )は、日本のランドスケープアーキテクト。株式会社地球号代表取締役。
1967年関西大学文学部哲学科中退。同年にランドスケープコンサルタントの環境事業計画研究所入所。新大阪駅北口広場基本設計、豊里区画整理記念公園基本計画、南港ポートタウン川のある緑道基本及び実施設計、平城ニュータウン公園緑地基本計画等を担当。
1978年に同所を退所し、フリーで摩取自然観察園実施設計、鹿島中央公園基本及実施設計等を手がける。
1979年、岸田敏と共に地球号設立。1980年株式会社移行に伴い代表取締役に就任。
フラワーロード（神戸市）基本/実施設計、東遊園地基本設計、竹の台公園実施設計、高塚公園基本/実施設計、天津神戸園基本/実施設計、布引ハーブ園基本/実施設計、花博外国庭園基本/実施設計、大規模公園博物館ゾーン基本構想/基本計画、国営明石海峡公園里山ゾーン民家体験博物園基本構想/基本計画等を担当。またタリム石油再開発および新本社建設事業、武漢市揚子江河川公園、大連市長春路商業街再開発計画など、国外の実績も多数。
文明論的ランドスケープコミュニティデザインを目指し、環境共生を視座においたローテック型社会資産の形成を心がけ、また91歳まで生きると決めていて、さらに90歳までは現役活動を望んでいるが、私生活においては無名の金持ちになることを理想とし、趣味は愛妻と朝寝朝風呂と猫。大学の専攻と畑違いの分野に進んだのは、画材代を稼ぐためのアルバイトがきっかけ。